# Phyrama interjectum
Phyrama interjectum är en insektsart som beskrevs av Karsch 1889. Phyrama interjectum ingår i släktet Phyrama och familjen vårtbitare. Inga underarter finns listade i Catalogue of Life.